# Dongfang
Dongfang (chiń. 东方; pinyin Dōngfāng) – miasto o statusie podprefektury w południowych Chinach, w prowincji Hajnan. W 1999 roku liczba mieszkańców miasta wynosiła 354 058.